# Samuel Gathimba
Samuel Ireri Gathimba (* 26. Oktober 1987 in Nyeri) ist ein kenianischer Leichtathlet. Er war der Goldmedaillengewinner im 20-Kilometer-Gehen bei den Afrikameisterschaften 2016. Er hält eine persönliche Bestzeit von 1:19:24 Stunden.
Gathimba begann 2014 auf internationalem Niveau anzutreten und gewann eine Silbermedaille bei den afrikanischen Meisterschaften 2014 hinter Lebogang Shange aus Südafrika. Mit einer persönlichen Bestzeit von 1:23:59 Stunden belegte er bei den nationalen Meisterschaften 2014 den zweiten Platz hinter David Kimutai Rotich. Bei den nationalen Wettkämpfen 2015 stand er mit einer neuen Bestzeit von 1:23:12 Stunden ganz oben auf dem Podium, was ihn zum ersten Mal in die Top 100 der Welt brachte. Bei den Afrikaspielen 2015 demonstrierte er erneut seinen Platz unter den Besten des Kontinents, als er mit einer Sekunde Vorsprung auf Shange den zweiten Platz erreichte.
Die Saison 2016 erwies sich als ein Durchbruch für Gathimba. Bei den Afrikanischen Leichtathletikmeisterschaften 2016 war er mit großem Vorsprung Goldmedaillengewinner und überquerte die Ziellinie mit einem Meisterschaftsrekord von 1:19:24 Stunden. Dies war ein kenianischer Rekord und lag 22 Sekunden hinter der fast zwei Jahrzehnte alten afrikanischen Bestzeit von Hatem Ghoula.

## Internationale Titel
| 2014 | Afrikameisterschaften | Marrakesch, Marokko         | 2. | 20-km-Gehen | 1:27:11    |
| 2015 | Afrikaspiele          | Brazzaville, Republik Kongo | 2. | 20-km-Gehen | 1:26:44    |
| 2016 | Afrikameisterschaften | Durban, Südafrika           | 1. | 20-km-Gehen | 1:19:24 CR |
| 2018 | Commonwealth Games    | Gold Coast, Australien      | 3. | 20-km-Gehen | 1:19:51    |
| 2018 | Afrikameisterschaften | Asaba, Nigeria              | 1. | 20-km-Gehen | 1:25:14    |
| 2019 | Afrikaspiele          | Rabat, Marokko              | 1. | 20-km-Gehen | 1:22:48    |

## Nationale Titel
- Kenyan Athletics Championships
  - 20-km-Gehen: 2015